# گرت هاینز
گرت هاینز (انگلیسی: Garrett Hines؛  – ) ورزشکار دو و میدانی اهل ایالات متحده آمریکا بود.
از فیلم‌ها یا برنامه‌های تلویزیونی که وی در آن نقش داشته‌است می‌توان به دزدیده شده اشاره کرد.
وی در مسابقات کشوری و بین‌المللی در مجموع برندهٔ ۲ مدال نقره شده‌است.